# Јанко Керсник
Јанко Керсник (словен. Janko Kersnik; Брдо при Луковици, 4. септембар 1852 — Љубљана, 28. јул 1897) био је словеначки писац и политичар. Заједно са Јосипом Јурчичем, сматра се најважнијим представником књижевног реализма на словеначком језику.

## Биографија
Рођен је 4. септембра 1852. на Брду при Луковици. Његов отац Јоже Керсник био је окружни судија, док је мајка Берта Хоферн била локална племкиња. Керсник је одрастао у двојезичном немачко-словеначком окружењу. Похађао је гимназију на немачком језику у Љубљани, али је избачен под оптужбама за словеначки национализам. Студије је наставио под приватним туторством Франа Левеца, утицајног младог словеначког историчара књижевности.
Студирао је право на Универзитету у Бечу и Грацу, где је дипломирао 1874. Радио је у аустроугарској администрацији у Љубљани између 1874. и 1878. године, где је отворио јавнобележничку канцеларију на Брду при Луковици.
Крајем 1870-их, активирао се у политици, у либералној младословенској странци. Године 1883. изабран је за крањску сталеж. Заједно са Франом Шукљем припадао је умереној фракцији словеначких либерала и противио се конзервативизму Старих Словенаца, централизму аустријских либерала и словеначком радикалном националном либерализму, за који су се залагали Иван Хрибар и Иван Тавчар.
Преминуо је у Љубљани 28. јула 1897.

## Књижевно дело
Своју књижевну каријеру започео је као песник на немачком језику. Под утицајем словеначких пост романтичарских аутора Јосипа Стритара и Симона Јенкоа, почео је писање на словеначком језику. Прво је писао у касном романтичном стилу, али је под утицајем пријатеља Јосипа Јурчича прешао на књижевни реализам. Био је плодан аутор кратких прича, фељтона и сатира, у којима је критички оцењивао заосталост словеначких земаља свог времена и радикализацију политичког живота.